# 芙蓉商事
芙蓉商事株式会社（ふようしょうじ）は大阪府大阪市中央区南船場に本社を置くガラス工房・ガラス工芸にまつわる製版機械の企画・製造・販売ならびにそれに類するサービスをおこなう企業である。1974年創業。

## 会社概要
ステンドグラスなどのガラス工芸品を製造する際に使用するエッチングシステムの企画開発から販売をおこなう。一方でセキュリティー機器の取り扱いもおこなっている。
同社が独自で開発した「FUYOエッチングシステム」は精密プリンターと強力ブラスターの併用による独自技術（特許第19999001）を持ち、またパソコンを使用したオリジナルソフトでデザインが可能という画期的な技術を持ち、同社の主力にもなっている。
その他、ガラス工房の経営指導や、各種ガラス工芸品の企画もおこなっており、またフランチャイズでガラス工房の経営支援などもおこなっている。また過去には2005年までよみうりテレビで放映されていた深夜番組「週刊トラトラタイガース」や、また日本テレビ系で放送されていた「ザ・ワイド」「ニュースダッシュ」に加え、2006年には、テレビ朝日系で長年放送されている「徹子の部屋」のスポンサーを担当したりもしている。